# Nemška renesansa
Nemška renesansa, del severne renesanse, je bila kulturno in umetniško gibanje, ki se je razširilo med nemškimi misleci v 15. in 16. stoletju, in se je razvila iz italijanske renesanse. Na mnoga področja umetnosti in znanosti je vplivalo predvsem širjenje renesančnega humanizma v različne nemške države in kneževine. Na področju arhitekture, umetnosti in znanosti je bilo veliko napredka. Nemčija je ustvarila dva razvoja, ki sta prevladala v 16. stoletju po vsej Evropi: tiskanje in protestantska reformacija.
Med najpomembnejšimi nemškimi humanisti je bil Konrad Celtis (1459–1508). Celtis je študiral v Kölnu in Heidelbergu, kasneje pa je potoval po Italiji in zbral latinske in grške rokopise. Močno pod vplivom Tacita je uporabil knjigo Germania za predstavitev nemške zgodovine in geografije. Sčasoma se je posvetil poeziji, v kateri je hvalil Nemčijo v latinščini. Druga pomembna osebnost je bil Johann Reuchlin (1455–1522), ki je študiral v različnih krajih v Italiji in kasneje učil grščino. Študiral je hebrejski jezik, da bi očistil krščanstvo, vendar je naletel na odpor cerkve.
Najpomembnejši nemški renesančni umetnik je  Albrecht Dürer, ki je posebej znan po svoji grafiki v lesorezu in gravuri, ki se je razširila po vsej Evropi, risbah in slikanih portretih. Pomembna arhitektura tega obdobja vključuje rezidenco Landshut, grad Heidelberg, mestno hišo v Augsburgu in Antiquarium münchenske  palače Residenz, največje renesančne dvorane severno od Alp.

## Ozadje
Renesanso je v veliki meri spodbudilo prenovljeno zanimanje za klasično učenje in je bila tudi posledica hitrega gospodarskega razvoja. V začetku 16. stoletja je bila Nemčija (ozemlja znotraj Svetega rimskega cesarstva) eno od najbolj uspešnih območij v Evropi kljub relativno nizki stopnji urbanizacije v primerjavi z Italijo ali Nizozemsko . Izkoristila je bogastvo nekaterih sektorjev, kot so metalurgija, rudarstvo, bančništvo in tekstil. Še pomembneje pa je, da se je tiskanje knjig razvilo v Nemčiji in da so nemški tiskarji prevladovali v novi trgovini s knjigami v večini drugih držav v vsem 16. stoletju.

## Umetnost
Koncept severne renesanse ali nemške renesanse je nekoliko zmeden z nadaljevanjem uporabe dovršenega gotskega ornamenta vse do 16. stoletja, celo v delih, ki so nedvomno renesančna pri obravnavi človeške figure in drugih vidikov. Klasični ornament je imel v Nemčiji le malo zgodovinskega odziva, v drugih pogledih pa je Nemčija zelo hitro sledila dogajanju, zlasti pri sprejemanju tiskanja s premičnimi črkami, ki je bil nemški izum in je nekaj desetletij ostal skoraj nemški monopol tudi v Franciji in Italiji.
Tiskanje z lesorezom in graviranje (za katerega je najprej veljalo, da je nemški izum, izvira iz Kitajske), je bilo v Nemčiji in Nizozemskih deželah razvitejše kot kjer koli drugje, Nemci pa so prevzeli vodilno vlogo pri razvijanju ilustracij, ki so značilno razmeroma malo umetniške, vendar so jih poznali po vsej Evropi, z lesenimi bloki, ki so jih pogosto posojali tiskarjem izdaj v drugih mestih ali jezikih. Največji umetnik nemške renesanse, Albrecht Dürer, je svojo kariero začel kot vajenec vodilne delavnice v Nürnbergu, Michael Wolgemut, ki je v veliki meri opustil slikanje, da bi izkoristil nov medij. Dürer je delal na najbolj ekstravagantno ilustrirani knjigi tistega obdobja Nürnberški kroniki (Schedelsche Weltchronik ali Nürnberger Chronik), ki jo je objavil njegov boter Anton Koberger, največji tiskar-založnik v Evropi v tistem času.
Po opravljenem vajeništvu leta 1490 je Dürer štiri leta potoval po Nemčiji, nekaj mesecev pa še po Italiji, preden je v Nürnbergu ustanovil lastno delavnico. Po vsej Evropi je hitro postal znan po svojih energičnih in uravnoteženih lesorezih in gravurah ter slikanju. Čeprav je ohranil izrazito nemški slog, njegovo delo kaže močan italijanski vpliv in ga pogosto predstavljajo kot začetnika nemške renesanse v vizualni umetnosti, ki je naslednjih štirideset let nadomestila nizozemsko in francosko kot območje, ki je ustvarilo največje inovacije v severnoevropski umetnosti. Dürer je podpiral Martina Luthra, vendar je nadaljeval ustvarjanje Marij in drugih katoliških podob ter slikal portrete voditeljev na obeh straneh nastajajočega razkola protestantske reformacije.
Dürer je umrl leta 1528, preden je postalo jasno, da bo razkol reformacije postal trajen, vendar njegovi učenci naslednje generacije niso mogli stati ob strani. Večina vodilnih nemških umetnikov so postali protestanti, zato jim je to onemogočilo slikanje večine verskih del, ki so bila prej nosilec prihodkov umetnikov. Martin Luther je nasprotoval veliko katoliškim podobam, ne pa tudi podobam samim in Lucas Cranach starejši, ki je bil Luthrov tesen prijatelj, je naslikal številne »luteranske oltarne slike«, ki so večinoma prikazovale Zadnjo večerjo, nekatere s portreti vodilnih protestantskih božanstev kot Dvanajst apostolov. Ta faza luteranske umetnosti se je končala pred letom 1550, najverjetneje pod hudim anikoničnim vplivom kalvinizma, verska dela za javno predstavitev pa so se praktično prenehala izdelovati na protestantskih območjih. Domnevno večinoma zaradi tega, se je razvoj nemške umetnosti praktično prenehal okoli leta 1550, v zadnjih desetletjih pa so bili nemški umetniki zelo plodni pri razvoju alternativnih predmetov, da bi nadomestili vrzel. Cranach je, razen portretov, razvil obliko tankih vertikalnih portretov provokativnih aktov in jim dal klasične ali svetopisemske naslove.
Nekoliko izven tega razvoja je bil Matthias Grünewald, ki je zapustil zelo malo del, čigar mojstrovina, njegova Isenheimski oltar (končan 1515), je bila uveljavljena kot največja nemška renesančna slika, in je bila v 19. stoletju ponovno kritično obravnavana. To je intenzivno čustveno delo, ki nadaljuje nemško gotsko tradicijo brez omejitev gest in izraza, z uporabo renesančnih kompozicijskih principov, a vse to v najbolj gotski obliki triptiha. 
Donavska šola je ime krog umetnikov prve tretjine 16. stoletja na Bavarskem in v Avstriji, vključno z Albrechtom Altdorferjem, Wolfom Huberjem in Augustinom Hirschvogelom. Pod vodstvom Altdorferja je šola izdelala prve primere neodvisne krajinske umetnosti na zahodu (skoraj 1000 let po Kitajski), tako na slikah kot na tiskovinah. Njihove verske slike so imele ekspresionistični slog, podoben Grünewaldovim. Dürerjeva učenca Hans Burgkmair in Hans Baldung Grien sta v veliki meri delala odtise, Baldung je razvil aktualno temo čarovnic v številnih skrivnostnih odtisih.
Hans Holbein starejši in njegov brat Sigismund Holbein sta naslikala verska dela v poznem gotskem slogu. Hans Holbein starejši je bil pionir in vodja pri preoblikovanju nemške umetnosti od gotskega do renesančnega. Njegov sin, Hans Holbein mlajši, je bil pomemben slikar portretov in nekaj verskih del, in sta delovala predvsem v Angliji in Švici. Holbeinova dobro znana serija lesorezov Mrtvaški ples se nanaša na dela šole Malih mojstrov, skupine grafikov, ki so se specializirali za zelo majhne in zelo podrobne gravure za buržoazne zbiratelje, vključno z mnogimi erotičnimi temami.
Vrhunskim dosežkom prve polovice 16. stoletja je sledilo nekaj desetletij z izjemno odsotnostjo omembe vredne nemške umetnosti, razen portretov, ki niso nikoli konkurirali dosežkom Holbeina ali Dürerja. Naslednji pomembni nemški umetniki so delali v precej umetnem slogu severnega manierizma, ki so se ga morali naučiti v Italiji ali Flandriji. Hans von Aachen in Nizozemec Bartholomeus Spranger sta bila vodilna slikarja na cesarskih dvorih na Dunaju in v Pragi ter produktivna nizozemska družina graverjev Sadeler, ki se je razširila po vsej Nemčiji in med drugimi grofijami.
V katoliških delih južne Nemčije se je gotska tradicija rezbarjenja v lesu nadaljevala do konca 18. stoletja in se skozi stoletja prilagajala spremembam v slogu. Veit Stoss (umrl 1533), Tilman Riemenschneider (umrl1531) in Peter Vischer starejši (umrl 1529) so bili Dürerjevi sodobniki, njihove dolge kariere pa so zajemale prehod med gotskim in renesančnim obdobjem, čeprav je njihov ornament pogosto ostal gotski že ko so njihove kompozicije začele odražati renesančna načela.

## Arhitektura
Renesančno arhitekturo v Nemčiji so najprej navdihnili nemški filozofi in umetniki, kot sta Albrecht Dürer in Johann Reuchlin, ki sta obiskala Italijo. Pomembni zgodnji primeri tega obdobja so predvsem rezidenca Landshut, grad v Heidelbergu, palača Johannisburg v Aschaffenburgu, palača Weilburg, Augsburška mestna hiša in Fuggerjeve hiše v Augsburgu in  Cerkev svetega Mihaela v Münchnu, največja renesančna cerkev severno od Alp. Zgradil jo je vojvoda Viljem V. Bavarski med 1583 in 1597 kot duhovni center za protireformacijo in ga je navdihnila cerkev Il Gesù v Rimu. Arhitekt ni znan.
Posebna oblika renesančne arhitekture v Nemčiji je Weserska renesansa, s pomembnimi primeri, kot sta Bremenska mestna hiša in Juleum – univerza v Helmstedtu.
Julija 1567 je mestni svet Kölna odobril Wilhelmu Vernukkenu oblikovanje dvonadstropne lože mestne hiše v Kölnu v renesančnem slogu. Številne primere opečnih renesančnih stavb najdemo v starih hanseatskih mestih, kot so Stralsund, Wismar, Lübeck, Lüneburg, Friedrichstadt in Stade. Med pomembnimi nemškimi renesančnimi arhitekti so Friedrich Sustris, Benedikt Rejt, Abraham van den Blocke, Elias Holl in Hans Krumpper

## Vplivni ljudje

### Johannes Gutenberg (c. 1398–1468)
Rojen kot Johannes Gensfleisch zur Laden , Johannes Gutenberg velja za najbolj vplivno osebo v nemški renesansi. Kot svobodni mislec, humanist in izumitelj je Gutenberg odraščal v renesansi, vendar je tudi močno vplival nanjo. Njegova najbolj znana iznajdba je tiskarskega stroja leta 1440. Gutenbergov stroj je humanistom, reformistom in drugim omogočila kroženje njihovih idej. Znan je tudi kot ustvarjalec Gutenbergove Biblije, ključnega dela, ki je označilo začetek »Gutenbergove revolucije« in obdobja tiskane knjige v zahodnem svetu.

### Johann Reuchlin (1455–1522)
Johann Reuchlin je bil v tem času najpomembnejši v poučevanju svetovne kulture v Nemčiji. Bil je učenjak grškega in hebrejskega jezika. Diplomiral, nato pa nadaljeval poučevanje v Baslu, je bil izjemno inteligenten. Po odhodu iz Basla je začel kopirati rokopise in se učil na področjih prava. Vendar je najbolj znan po svojih delih v hebrejščini. Za razliko od nekaterih drugih mislecev tistega časa se je Reuchlin poglobil v to, celo ustvaril vodnik za pridiganje znotraj hebrejske vere. Knjiga z naslovom De Arte Predicandi (1503) je verjetno ena njegovih najbolj znanih del iz tega obdobja.

### Albrecht Dürer (1471–1528)
Albrecht Dürer je bil takrat še vedno najbolj znan umetnik nemške renesanse. Bil je znan po vsej Evropi in zelo občudovan v Italiji, kjer je bilo njegovo delo večinoma znano prek njegovih odtisov. Uspešno je integriral izpopolnjen severni slog z renesančno harmonijo in monumentalnostjo. Med njegovimi najbolj znanimi deli so Melanholija I. , Štirje jezdeci iz njegove lesorezne serije Apokalipsa, in Smrt, vitez in hudič. 
Drugi pomembni umetniki so bili Lucas Cranach starejši, Donavska šola in skupina »Mali mojstri«.

### Martin Luther (1483–1546)
Martin Luther  je sprožil protestantsko reformacijo s kritikami cerkvenih praks, kot je prodaja odpustkov, ki jih je objavil v svojih devetindevetdesetih tezah iz leta 1517. Luther je prevedel tudi Biblijo v nemščino, tako da so bili krščanski spisi bolj dostopni splošnemu prebivalstvu in navdih za standardizacijo nemškega jezika.